# Bartschwein

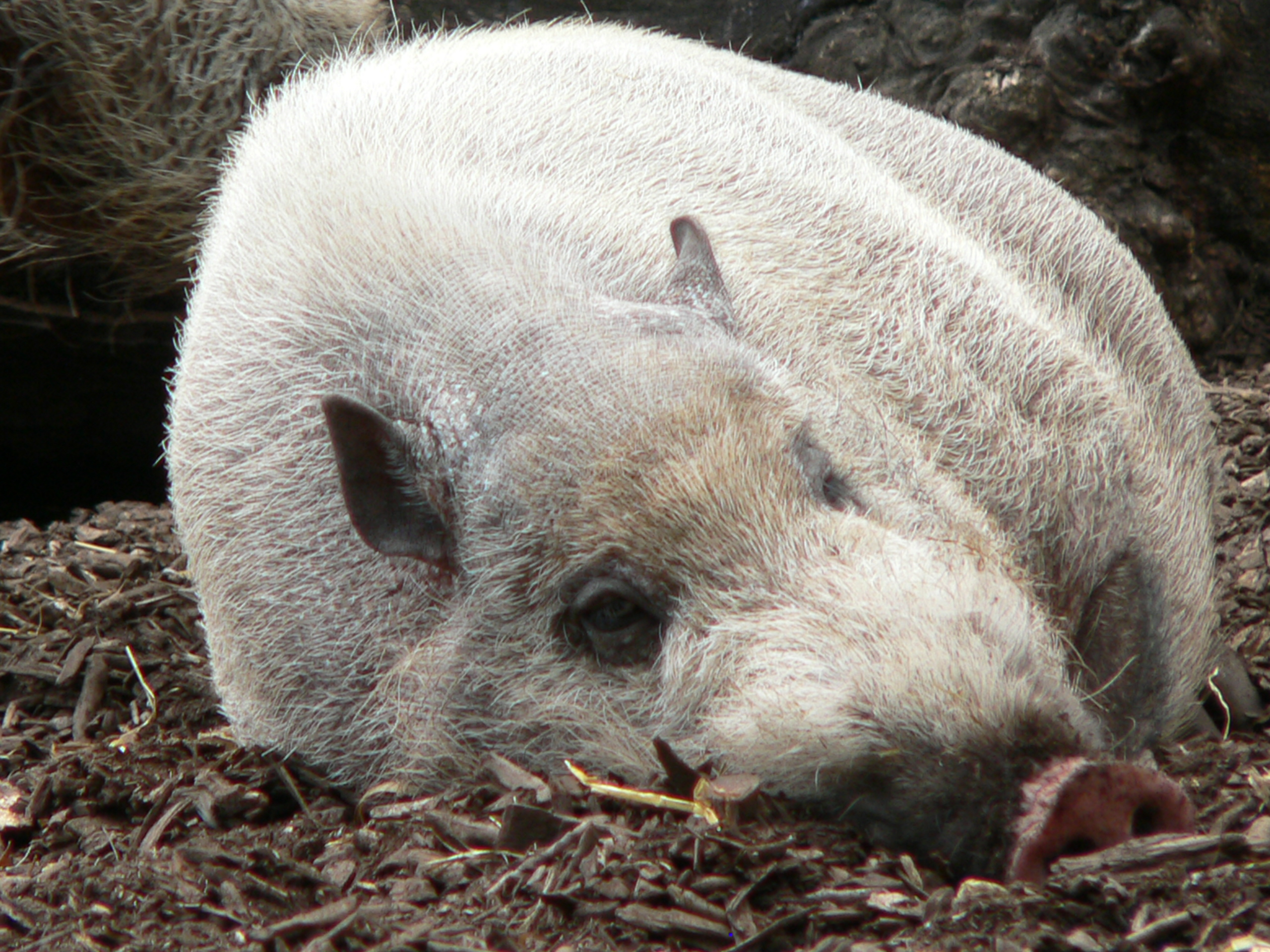

Das Bartschwein (Sus barbatus) ist eine in Südostasien lebende Säugetierart aus der Familie der Echten Schweine (Suidae). Die Art wird von der International Union for Conservation of Nature (IUCN) als gefährdet gelistet.

## Merkmale
Im Vergleich zu anderen Schweinen ist der Körper der Bartschweine vergleichsweise schlank, die Beine dünn und der Kopf langgestreckt. Namensgebendes Merkmal sind die gelblich-weißen Haare, die sich als " Bart" über den Rüssel erstrecken. Die Tiere haben zwei Paare Warzen im Gesicht, von denen das vordere meist vom Bart verdeckt wird. Der Bart wächst mit zunehmendem Alter und ist sowohl bei Männchen als auch Weibchen vorhanden, jedoch bei den Männchen ausgeprägter. Das spärliche, borstige Fell der Bartschweine ist grau oder dunkelbraun gefärbt, außerdem besitzen sie eine zweiteilige Schwanzquaste. Wie alle Schweine haben sie eine lange, rüsselartige Schnauze, die Augen sind klein und die Ohren relativ lang. Die Ferkel sind braun und haben bis zu ihrem dritten Lebensmonat drei beigefarbene Längsstreifen am Rücken. In diesem Alter sind sie schwer von Wildschweinen zu unterscheiden. Unterscheidungsmerkmale sind die längere Schnauze und die längeren Beine der Bartschweine. Bartschweine erreichen eine Kopf-Rumpf-Länge von 100 bis 165 Zentimetern und eine Schulterhöhe von 72 bis 85 Zentimetern. Die größten Männchen können über 200 Kilogramm wiegen, für gewöhnlich liegt das Gewicht jedoch zwischen 50 und 120 Kilogramm. Die Weibchen sind etwas kleiner als die Männchen. Insgesamt variiert das Gewicht stark mit der Nahrungssituation.

## Verbreitung und Lebensraum
Bartschweine leben in Südostasien; ihr Verbreitungsgebiet umfasst den Süden der Malaiischen Halbinsel, Sumatra, Borneo und mehrere vorgelagerte Inseln. Die Populationen auf Palawan und anderen philippinischen Inseln werden heute als eigene Art (Palawan-Bartschwein) betrachtet. Ihr Lebensraum sind primäre und sekundäre tropische Regen- und Mangrovenwälder.

## Lebensweise
Bartschweine leben in Familiengruppen und sind in der Regel tagaktiv. Nachtaktiv werden sie vor allem, wenn sie sich auf landwirtschaftlichen Nutzflächen auf Nahrungssuche begeben. Einzigartig unter den Schweinen sind ihre Wanderungen, bei denen sich oft hunderte Tiere zu Gruppen zusammenschließen. Während dieser Wanderungen, die mit dem wechselnden Nahrungsangebot zusammenhängen und oft mehrere hundert Kilometer lang sein können, wechseln sie ebenfalls zu einer nachtaktiven Lebensweise und benutzen meist die ausgetretenen Pfade früherer Märsche.
Bartschweine sind Allesfresser, die sich von Früchten, Wurzeln, Würmern und Aas ernähren. Sogar Borneo-Kurzschwanzpythons können zu ihrer Nahrung gehören. Sie fressen Pflanzen aus mindestens 50 verschiedenen Gattungen und 29 Familien. Für ihr Wachstum besonders wichtig sind vermutlich die ölhaltigen Nussfrüchte der Buchengewächse, darunter Eichen und Kastanien, sowie der Flügelfruchtgewächse. Oft folgen sie Gibbon- oder Makakengruppen, um die Früchte, die den Primaten zu Boden fallen, aufzunehmen.

## Fortpflanzung
Nach einer rund viermonatigen Tragzeit bringt das Weibchen zwei bis acht Jungtiere zur Welt. Zur Geburt errichtet es ein Nest, in dem die Neugeborenen ihre ersten Lebenstage verbringen. Mit rund drei Monaten werden sie entwöhnt, bleiben aber ungefähr ein Jahr bei der Mutter. Die Geschlechtsreife tritt mit rund 18 Monaten ein. In Gefangenschaft können Bartschweine über 13 Jahre alt werden.

## Mensch und Bartschwein

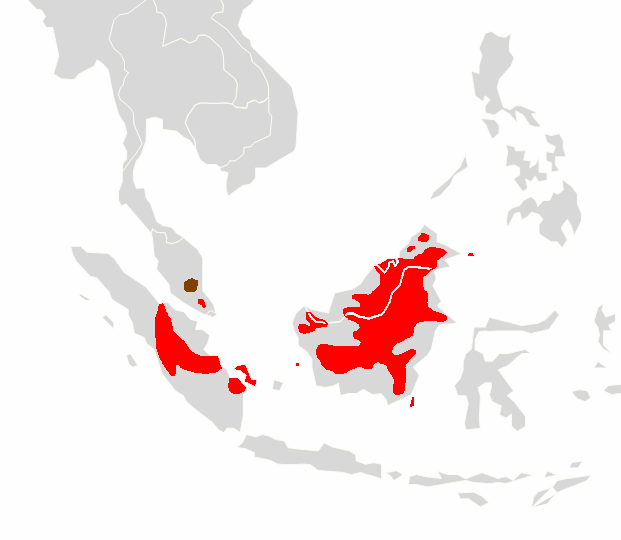
Verbreitungsgebiet in Rot (Braun = vermutlich ausgestorben)

In einigen Regionen Südostasiens dient das Bartschwein als Nahrung. Die Menschen kennen die Wanderzeiten und -routen der Tiere und können einmal im Jahr aufgrund der großen Wandergruppen reiche Beute machen. Die starke Bejagung des Bartschweines hat zu einer beträchtlichen Dezimierung der Population geführt, so dass die Art von der IUCN als gefährdet („vulnerable“) gelistet ist. In Sumatra, wo sich etwa 80 % der Bevölkerung zum Islam bekennt, ist die Bejagung durch den Verzehr von Halāl-Fleisch weniger ausgeprägt.
Da das Bartschwein aktiv gejagt und verzehrt wird, ist es wahrscheinlich Überträger zoonotischer Krankheiten auf den Menschen.

## Taxonomie
Das Bartschwein ist eine Art der Gattung Sus aus der Familie der Echten Schweine (Suidae), die 1838 von dem deutschen Naturforscher Salomon Müller erstbeschrieben wurde. Das Artepitheton barbatus (lateinisch für „bärtig“) beschreibt das charakteristische Merkmal des Bartschweins, das sich auch im deutschen und den meisten anderssprachigen Trivialnamen wiederfindet.
Es werden zwei Unterarten unterschieden: Das Borneo-Bartschwein, die Nominatform (Sus barbatus barbatus), lebt auf Borneo und das Krausbartschwein (Sus barbatus oi) auf Sumatra und der Malaiischen Halbinsel. Eine frühere dritte Unterart, das Palawan-Bartschwein, gilt seit 2001 als eigenständige Art.